# Anatolij (Kuzněcov)
Anatolij (světským jménem: Jevgenij Vlasovič Kuzněcov; 28. května 1930, Irkutsk – 26. ledna 2024) byl ruský duchovní Ruské pravoslavné církve a emeritní arcibiskup kerčský a vikář surožské eparchie.
K roku 2023 byl nejstarším biskupem ruské pravoslavné církve.

## Život
Narodil se 28. května 1930 v Irkutsku.
Od roku 1947 byl psalomščikem ve vesnici Vercholenskoje a roku 1949 se stal hypodiakonem biskupa irkutského Palladija (Šerstěnnikova).
Roku 1949 nastoupil na Moskevský duchovní seminář.
Od roku 1951 sloužil v řadách Sovětské armády. Sloužil v Tichooceánském loďstvu. Po návratu roku 1954 pokračoval ve studiu.
Dne 31. října 1954 jej arcibiskup irkutský Palladij rukopoložil na diákona (celibát) a roku 1956 nastoupil na Moskevskou duchovní akademii.
Dne 1. července 1956 byl arcibiskupem možajským Makarijem (Dajevem) rukopoložen na jereje.
Roku 1960 dokončil akademii.
Dne 11. října 1960 byl v chrámu Svaté Trojice Trojicko-sergijevské lávry postřižen na monacha se jménem Anatolij.
Od roku 1960 přednášel Písmo svaté v Moskevském duchovním semináři a později na akademii.
V říjnu 1963 byl povýšen na igumena a roku 1968 na archimandritu.
Roku 1972 jej Svatý synod zvolil biskupem vilniuským a litevským. Dne 3. září 1972 proběhla v chrámu Zjevení Páně v Moskvě jeho biskupská chirotonie. Světiteli byli patriarcha moskevský Pimen, metropolita leningradský a novgorodský Nikodim (Rotov), metropolita tulský a beljovský Juvenalij (Pojarkov), metropolita surožský Antonij (Bloom), arcibiskup volokolamský Pitirim (Něčajev), arcibiskup dmitrovský Filaret (Vachromejev), biskup taškentský a středoasijský Platon (Lobankov), biskup podolský Serapion (Fadějev) a biskup zarajský Chrizostom (Martiškin).
Dne 3. září 1974 se stal biskupem zvenigorodským a zástupcem moskevského patriarchátu při antiochijském patriarchátu.
Dne 16. listopadu 1979 byl ustanoven biskupem ufským a stěrlitamakským.
Dne 20. července 1990 jej Svatý synod jmenoval biskupem kerčským a vikářem surožské eparchie. Dne 25. února 1993 byl povýšen na arcibiskupa.
Dne 27. prosince 2001 byl Svatým synodem penzionován z důvodu nemoci a 17. července 2002 byl znovu uveden do služby arcibiskupa kerčského.
Dne 4. května 2017 byl znovu penzionován. Jako místo pobytu byl určen Savvino-Storoževský monastýr.